# Trendelenburg-Operation bei Lungenarterienembolie
Die Trendelenburg-Operation bei Lungenarterienembolie hat der Chirurg Friedrich Trendelenburg in seiner Leipziger Zeit entwickelt. Die Operation besteht in der chirurgischen Entfernung des Embolus, meist eines Blutgerinnsels, aus dem Hauptstamm und den Ästen der Lungenarterie (Arteria pulmonalis). Sie gilt als „by far the most dramatic of all surgical interventions“ – der dramatischste aller chirurgischen Eingriffe.

## Erstbeschreibung
Trendelenburg sprach Ueber die operative Behandlung der Embolie der Lungenarterie am 21. April 1908 auf der 37. Tagung der Deutschen Gesellschaft für Chirurgie. Im selben Jahr erschien der Aufsatz gedruckt.
Trendelenburg schildert zunächst das Krankheitsbild und fährt dann fort: „Kommt es nun bei der Embolie sofort zu einem vollständigen Abschluss der Pulmonalis, so tritt der Tod so schnell ein, fast momentan oder nach Verlauf von 1–2 Minuten, dass für eine Operation keine Zeit mehr bleibt. Aber meiner Erfahrung nach sind die Fälle, in denen der Abschluss zunächst nur ein partieller ist, und der Tod erst nach einer Viertelstunde oder später eintritt, häufiger als die ganz plötzlichen Todesfälle. ... Es mag sein, dass bei meiner kleinen Statistik aus dem Leipziger Krankenhause der Zufall zu Gunsten der Fälle von langsamerem Tode mitgespielt hat, immerhin möchte ich bestimmt glauben, dass bei mindestens der Hälfte der Fälle wenigstens 15 Minuten zu Gebote stehen werden, also in einem Krankenhause eine genügende Zeit, um mit einer Operation, die selbst nicht viel Zeit braucht, einen Versuch machen zu können. Das Pflegepersonal muss nur mit den Symptomen der Embolie vertraut sein, ein Chirurg muss schnell zur Stelle, und die Instrumente müssen in aseptischem Zustande jeder Zeit zur Hand sein.“

Trendelenburgs Publikation 1908
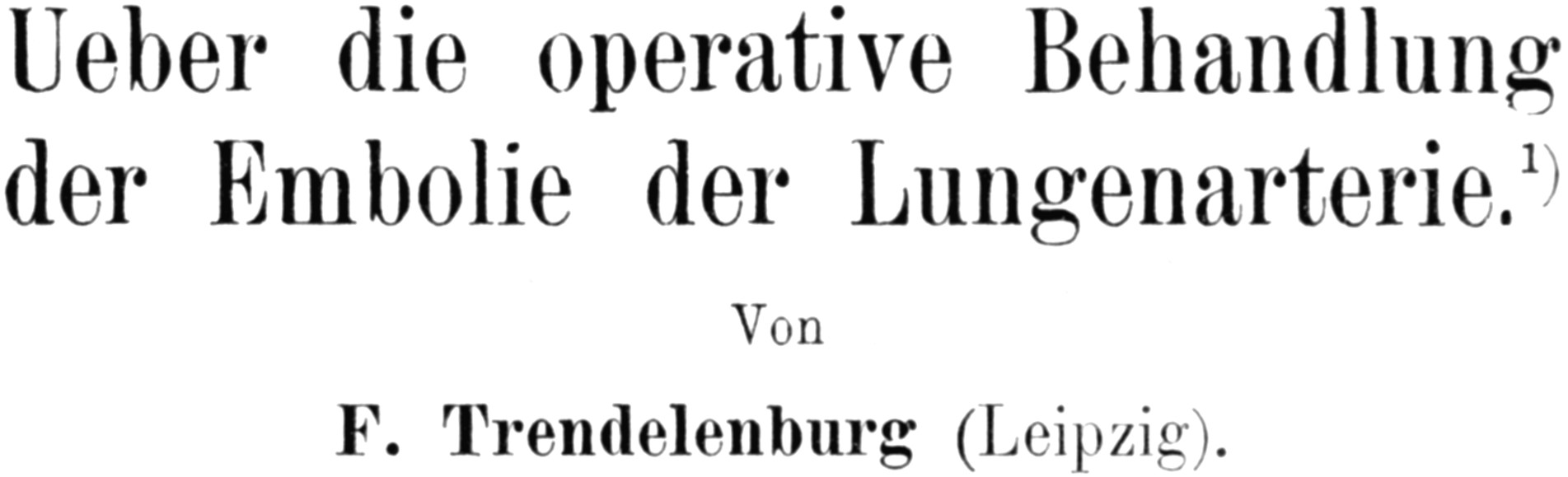
Titel
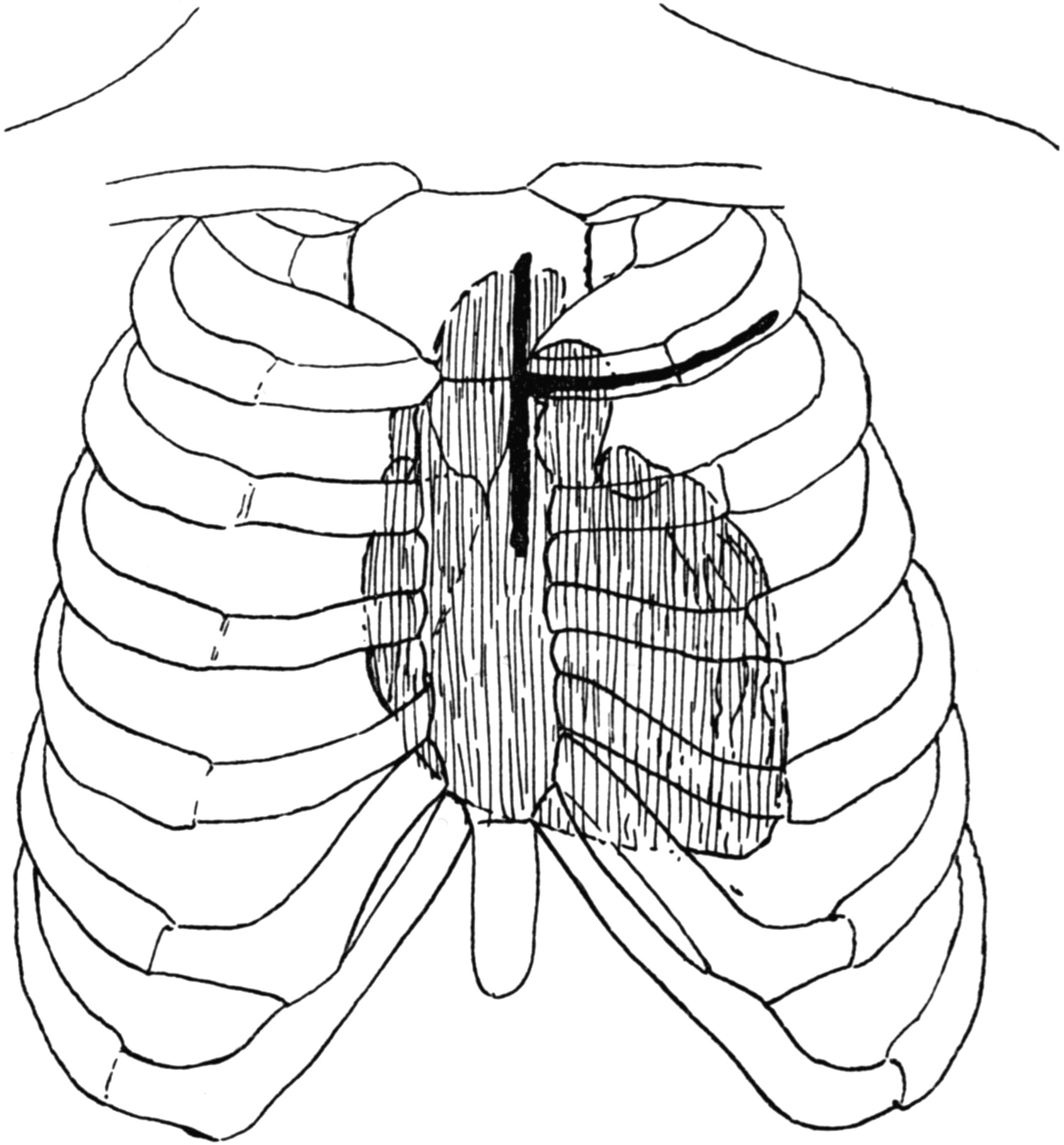
Schnittführung

Er beschreibt dann Tierversuche und schließlich das operative Vorgehen beim Patienten mit der in der Abbildung gezeigten Schnittführung, wobei das Brustbein nicht durchtrennt wird. Kurzfristig müssen sowohl die Arteria pulmonalis als auch die Aorta abgeklemmt werden, und in dieser Zeit müssen die Lungenarterie eingeschnitten und der Embolus oder die Emboli herausgezogen werden.
„Wie erwähnt, darf die Incision, die Extraction der Emboli und das Zuklemmen der Arterie nicht länger als etwa ¾ Minute dauern. Aber es ist dieses für ein paar so einfache Handbewegungen eine viel längere Zeit als man denkt, man braucht weniger. 30 Secunden werden meistens ausreichen, eventuell steht auch Nichts im Wege, die eröffnete Arterie nach dieser Zeit provisorisch abzuklemmen, den Blutfluss durchzulassen, nach einigen Minuten wieder zu comprimieren und die Manipulationen zu wiederholen. Allerdings müssen die Eingriffe ... trotz der Eile mit Ruhe und Vorsicht ausgeführt werden, da die Wand der Pulmonalis in Bezug auf Brüchigkeit und Zerreisslichkeit mehr einer Venenwand ähnlich ist. ... Die Anlegung der Naht ist der schwierigste Teil der Operation, da das Herz inzwischen wieder stürmisch zu pulsiren angefangen hat.“
Trendelenburg konnte jedoch über keinen Operationserfolg berichten. Die eine Patientin, bei der er die Operation versucht hatte, war während der Operation gestorben.

## Weitere Entwicklung
Es vergingen 16 Jahre bis zum ersten Erfolg: Im Jahre 1924 wurde eine Patientin mit dauerhaftem Erfolg operiert. Der Chirurg, Martin Kirschner in Königsberg, berichtete darüber am 23. April 1924 auf der 48. Tagung der Deutschen Gesellschaft für Chirurgie – der Vorsitzende beglückwünschte ihn und Friedrich Trendelenburg.
Die 38-jährige Patientin musste am 14. März 1924 einer eingeklemmten Schenkelhernie wegen operiert werden. Im Anschluss daran entwickelte sich Fieber. 18. März 1924: „Der zuständige Assistent setzte die Kranke im Bett zur Untersuchung der Lunge auf. Beim Zurücklegen wirft die Kranke plötzlich beide Arme in die Luft, preßt dann die Hände in höchster Angst auf die Brust, fällt leichenblaß in die Kissen zurück und ringt krampfhaft nach Atem. 'Es geht zu Ende, grüßen Sie meinen Vater!' Wir beobachten sie etwa 8 Minuten. In diesen 8 Minuten wird der Zustand von Minute zu Minute zusehends schlechter und ist bald katastrophal. Der anfangs wechselnde Puls ist nicht mehr zu fühlen, die Kranke atmet nur noch schwach, sie macht den Eindruck einer Sterbenden, mit der es in wenigen Minuten zu Ende sein muß.
Die Kranke wird nun in größter Eile über eine Strecke von 115 m in den Operationssaal gefahren und nach kurzer Desinfektion ... wird die Operation mit dem bei uns stets bereitliegenden Embolieinstrumentarium, 15 Minuten nach Eintreten der Embolie, begonnen. Narkose ist nicht erforderlich, da die Frau bereits bewußtlos ist. Aus dem bereitgestellten Überdruckapparat erhält sie während der Operation Sauerstoff.

Kirschners Publikation 1924
Titel
Extrahierte Emboli

Ich operierte genau nach den von Trendelenburg angegebenen Vorschriften. ... Schnell fahre ich mit der Faßzange in den rechten, dann in den linken Ast der Pulmonalis und hole jedesmal ein umfangreiches Gerinnsel heraus. ... Vom Hautschnitt bis zu diesem Augenblick, wo das Ziel der Trendelenburgschen Operation, die Wiederherstellung der freien Blutpassage, erreicht ist, sind im ganzen nur 4 Minuten vergangen. Die Schnelligkeit der Operation wurde dadurch wesentlich gefördert, daß eine Blutung überhaupt nicht erfolgte. Ich operierte an der bewußtlosen Kranken vollkommen blutleer wie am Kadaver. ...
1. Juli 1924. Briefliche Nachricht: Der Kranken geht es ausgezeichnet. Sie ist voll arbeitsfähig und hat wiederum mehrere Pfund zugenommen.“
Spätere Ärzte haben Trendelenburgs Aufsatz von 1908 mit Bewunderung gelesen. So ein amerikanischer Chirurg 1990: Trendelenburgs Tat sei „ein intelligenter und mutiger Versuch, die massive Lungenembolie chirurgisch zu behandeln, und zwar mit vorher experimentell sorgfältig erarbeiteten Methoden“ (aus dem Englischen). Ähnlich ein deutscher Chirurg 1994: „Eine der großen Ideen der Therapie, beispiellose Inkarnation der akuten Chirurgie, die eindrucksvolle Möglichkeit, mit Hilfe eines lokalen, noch dazu kurzdauernden Eingriffs einen im übrigen gesunden Menschen zu retten, der wegen einer an dieser Stelle lokalisierten akuten Erkrankung dem Tode geweiht wäre. Ein Gedanke von ungewöhnlicher Kühnheit und Präzision, die Ausführung bereits nahezu vollendet durchdacht, so daß immerhin 16 Jahre später noch der Erfolg mit ihr errungen werden konnte.“
Heute ist Trendelenburgs Operation, die durch Karl Vossschulte einige operativ-taktische Verbesserungen erfahren hatte, modifiziert vor allem durch Angiografie der Arteria pulmonalis und Benutzung einer Herz-Lungen-Maschine, neben Thrombolyse weiterhin eine therapeutische Möglichkeit bei einer massiven oder Hochrisiko-Lungenembolie. Die Prognose bleibt ernst. Von 96 in Paris von 1968 bis 1988 operierten Patienten starben 37,5 % noch im Krankenhaus.

## Die Operation in der populären Kultur
In Rolf Hansens Spielfilm Die große Versuchung (1952) wird die Operation erfolgreich von einem Kriegsheimkehrer (Dieter Borsche) ausgeführt, der seinem Arbeitgeber verheimlicht, dass er sein Medizinstudium formal noch nicht abgeschlossen hat.